# Hosszúfarkú törpesólyom
A hosszúfarkú törpesólyom (Polihierax insignis) a madarak osztályának sólyomalakúak (Falconiformes) rendjéhez, azon belül  a sólyomfélék (Falconidae) családjához tartozó faj.

## Rendszerezése
A fajt Arthur Hay Tweeddale skót ornitológus írta le 1872-ben. Sorolták a Neohierax nembe Neohierax insignis néven is.

## Alfajai
- Polihierax insignis cinereiceps E. C. S. Baker, 1927
- Polihierax insignis harmandi (Oustalet, 1876)
- Polihierax insignis insignis Walden, 1872[1]

## Előfordulása
Délkelet-Ázsiában, Kambodzsa, Laosz, Mianmar, Thaiföld és Vietnám területén honos. Természetes élőhelyei a szubtrópusi és trópusi lombhullató erdők és szavannák. Állandó, nem vonuló faj.

## Megjelenése
Testhossza 23–28 centiméter, szárnyfesztávolsága 42–49 centiméter, testtömege 84–112 gramm.

## Életmódja
Főként rovarokkal táplálkozik, de kisebb madarakat, békákat, kígyókat és gyíkokat is fogyaszt.

## Természetvédelmi helyzete
Az elterjedési területe elég nagy, de a fakitermelés miatt csökken, egyedszáma 20000 példány alatti, de a vadászatok miatt ez is  csökken. A Természetvédelmi Világszövetség Vörös listáján mérsékelten fenyegetett fajként szerepel.